# Comrat
Comrat (în găgăuză Komrat, în rusă Комра́т) este un oraș cu statut de municipiu, capitala regiunii autonome Găgăuzia din Republica Moldova. Orașul este situat în sudul țării și are o populație de peste 20.000 de locuitori.

## Etimologie
Numele orașului este de origine tătară, fiind un etnonim. Cuvintele konrat / konyrat / komürat desemnau denumirea unor triburi tătaro-nogaice așezate în sudul Moldovei în secolul XVII, veniți din zona de stepa din nordul Mării Negre sau peninsula Crimeea. În acea perioadă, regiunea dintre Dunăre, Marea Neagră și Nistru, a fost transformată în raiale ale Imperiului Otoman.

## Geografie

### Amplasare
Orașul Comrat este situat pe malul drept al râului Ialpug, la sud de Chișinău, la distanță de 100 km, pe traseul internațional Chișinău – Ismail.

### Resurse naturale
Suprafața totală a orașului Comrat este de 16.403 ha. Cea mai mare parte a ei, 10.955 ha, sunt terenuri cu destinație agricolă, dintre care 10% sunt sădite cu vii și livezi. Suprafața terenului intravilan este de 1.094 ha.
Resursele acvatice ale orașului sunt formate de râul Ialpug, care are o suprafață de 12,5 ha pe teritoriul orașului, și rezervorul de apă Comrat, cu o suprafață de 175 ha. Suprafața totală a terenurilor ocupate de resursele acvatice este de 288 ha.
Pe panta stângă a văii râului Ialpug (ocolul silvic Comrat, Comrat-IV, parcela 34, subparcela 11), este amplasată secțiunea geologică din valea râului Ialpug, arie protejată din categoria monumentelor naturii de tip geologic sau paleontologic.

## Istorie
Data primei atestări documentare a orașului Comrat este foarte controversată. Astfel, unii consideră că orașul a apărut în 1789 d.Hr., alții – în a doua jumătate a sec. al XVIII-lea, inclusiv în Enciclopedia Sovietică Moldovenească se scrie că orașul a apărut la răscrucea secolelor XVIII–XIX. Însă cercetătorul istoriei localităților basarabene Vladimir Nicu considera că Comratul a fost atestat pentru prima dată la 27 mai 1443 d.Hr. cu denumirea de Cergâș. Totuși, documentul de referință nu oferă detalii geografice de localizare a localității menționate: Ștefan voievod, domn al Țării Moldovei. Facem știre, cu această a noastră carte, ... , precum acest adevărat sluga noastră și credincios boeriu, giupânul Ghereiu, ... l-am miluit cu osebită a noastră milă și i-am dat lui, în pământul nostru, a Moldovei, satele anume..., o fântână, să-și așeze iarăși sat, și, la Vatice, unde au fost Ștefan Răstop, și, la Chengaci, unde au fost Cergașa, și, pe Prut, unde au fost Badea Brătițanul, și loc de moara și siliște.

### Perioada țaristă
Oricum, la începutul sec. al XIX-lea, Comratul era un sătuc micuț, însă noile autorități rusești care au venit aici printr-un decret au declarat că satul a fost înființat în timpul războiului din 1806–1812. În anul 1819 apare alt decret, în care se spune că satul se colonizează cu bulgari și alte naționalități venite de peste Dunăre.
În 1835, Comratul avea o școală, una din cele mai vechi dintre școlile sătești, iar în anul 1878 aceasta devine școală de 2 clase. 
În anul 1840 este edificată Catedrala "Sf. Ioan", în prezent important monument de arhitectură.
În 1855, în Comrat erau 4060 găgăuzi și bulgari, și 320 de români moldoveni, în total 4380 locuitori.
O descriere militare-statistică a regiunii Basarabia, realizată în anul 1849, menționează în Comrat întreprinderi pentru producerea țiglei fabricate prin tehnologia de presare, o cărămidărie și un atelier de olărit.
În anul 1859 erau  78 de curți, 2564 bărbați, 2334 femei, 2 biserici ortodoxe, stație poștală, aveau loc iarmaroace zilnice.
În anul 1878 se deschide o școală ministerială și tot în același an școală primară este transformată în școală parohială. La începutul secolului al XX-lea, Comratul avea peste 8.600 locuitori. Aici se construiește spitalul local care avea 5 saloane cu 16 paturi.

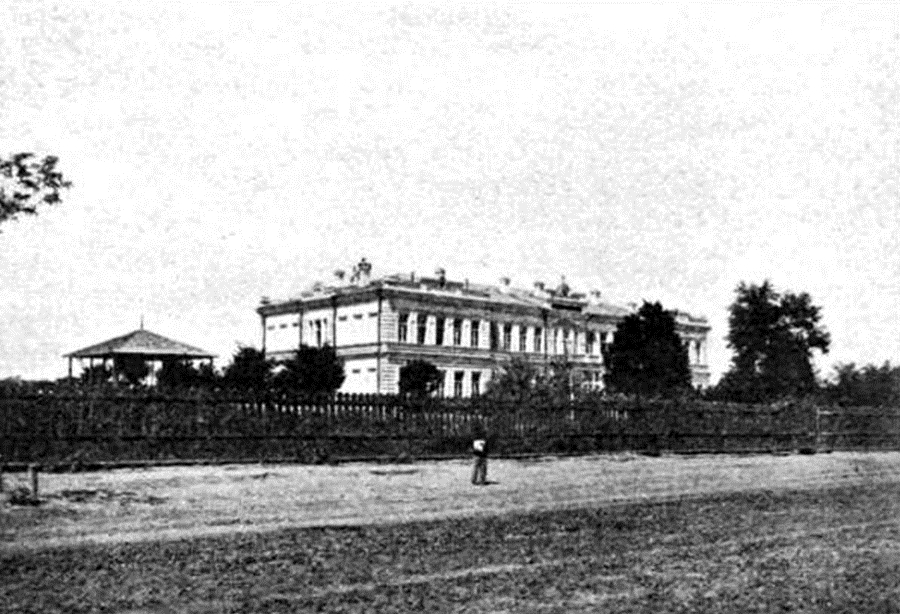
Școala reală din Comrat (perioada țaristă)
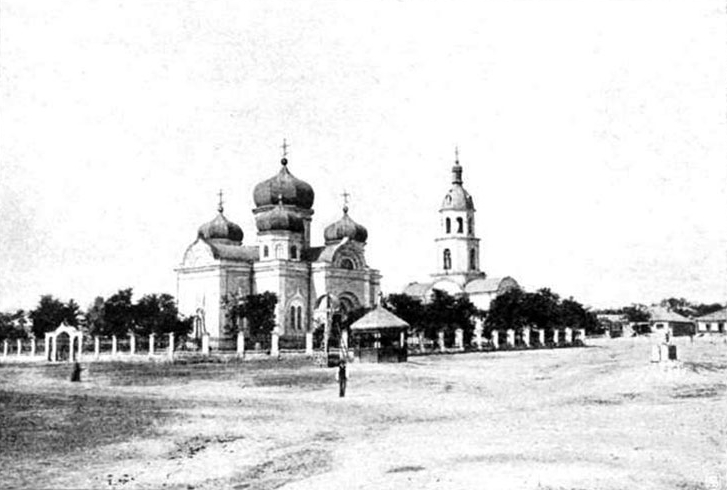
Catedrala Sf. Ioan Botezătorul din Comrat (perioada țaristă)
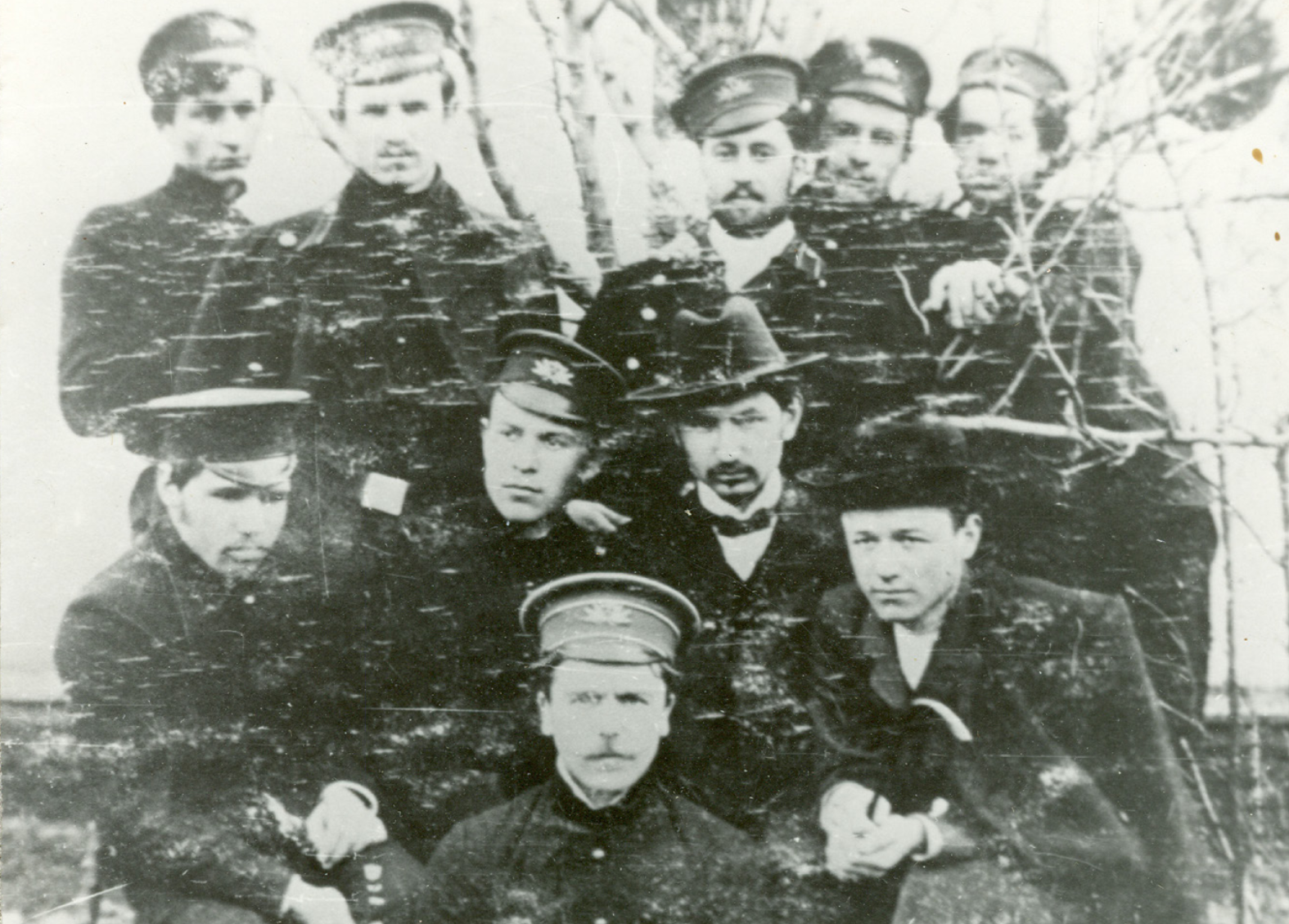
Gălățeanu, alături de camarazii-revoluționari în Comrat (ianuarie, 1906).
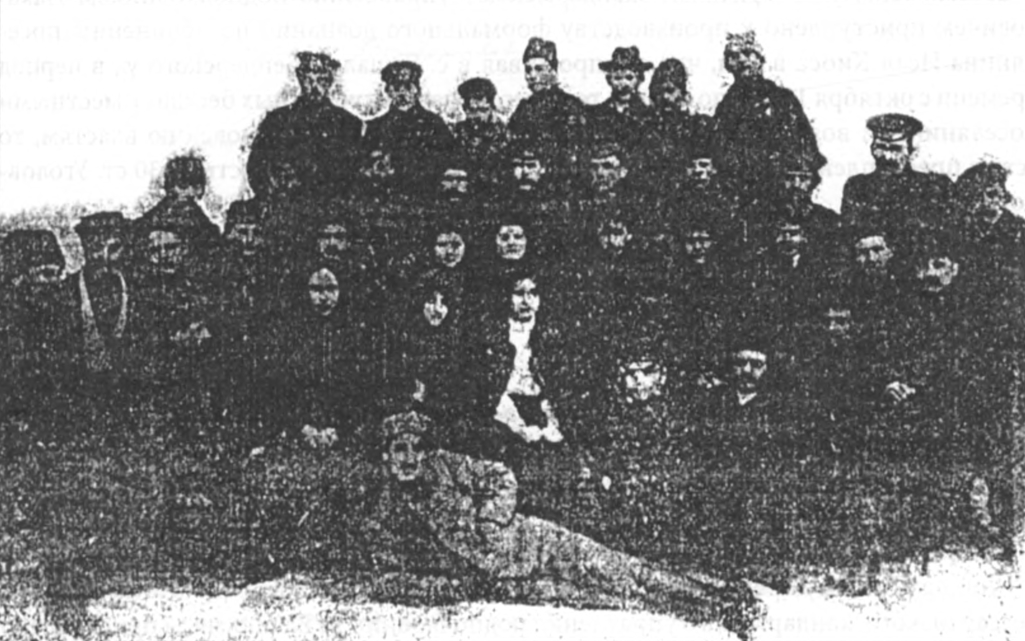
Gălățeanu în închisoare, alături de participanții revoltei din Comrat (1907).

În timpul revoluției din 1905-1907, orașul a fost centrul efemerei Republici de la Comrat, care a existat timp de cinci zile, în iarna anului 1906, când în timpul răscoalei țărănești din Basarabia, socialistul-revoluționar Andrei Gălățeanu, pe atunci student la Școala politehnică din Harkov, a proclamat republica populară. În urma înăbușirii mișcării de către armata țaristă, Gălățeanu a fost judecat și deportat la muncă silnic (ocnă) în Siberia.

### Perioada românească

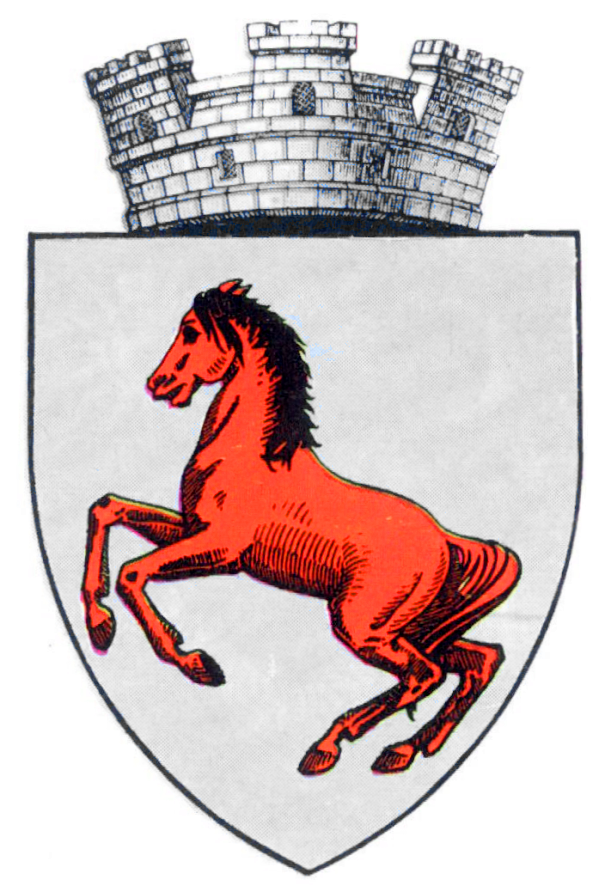
Stema orașului Comrat aprobată în 1932

Anuarul Eparhiei Chișinăului și Hotinului din 1922 indică în Comrat două edificii religioase ortodoxe: Biserica Sf. Ioan Botezătorul și Biserica Adormirea Maicii Domnului, și număr 800 gospodării de găgăuzi români și bulgari. În funcția de paroh-preot era Iulian Friptu de 50 ani, pe loc din 1903; preot - Andrei Dimitrov de 47 ani (pe loc din 1906); preot - Andrei Sibov de 47 ani (pe loc din 1915); diaconi - Teodor Voloc de 40 ani (pe loc din 1918). Cântăreți în biserici au slujit: Vasile Antoniev de 43 ani (pe loc din 1898), Milial Grozdev de 23 ani (pe loc din 1919) și Petru Șalari de 35 ani (pe loc din 1920).
Structura etnică a populației în 1930
     Găgăuzi (62,7%)
     Români (14,8%)
     Bulgari (14,3%)
     Ruși (3,7%)
     Evrei (3,2%)
     Alte naționalități (1,3%)
În 1924 funcția de primar a fost deținută de Anghel Velev, notar – Leon Zlatov. Activitatea economică era reprezentată de 3 băcănii, 5 birturi, 4 cârciumi. În domeniul comerțului au fost implicați 1 comerciant de cereale, 6 magazine de manufacturi, 1 magazine de produse din piele, 1 depozit de lemne pentru construcții. Până în anul 1925, orașul a fost reședința plășii Comrat.
La recensământ general al populației organizat în anul 1930, în orașul Comrat au fost înregistrați 12331 de locuitori, inclusiv: 7689 găgăuzi; 1827 români; 1759 bulgari; 454 ruși; 390 evrei; 108 țigani; 28 polonezi; 21 greci; 15 iugoslavi (sârbi, croați și sloveni;) 13 germani; 11 ucraineni; 4 armeni; 3 cehi și slovaci; un albanez și câte 4 persoane sunt de altă etnie sau nu și-au declarat naționalitatea. În calitate de limba maternă, limba găgăuză (turcă) au declarat 8506 persoane; limba română – persoane; limba bulgară – 1200 persoane; limba rusă – 693; limba idiș – 383 persoane; limba țigănească - 53 persoane; limba germană – 14 persoane; limba greacă – 9 persoane; limba poloneză – 7 persoane; limba sârbă - 7 persoane; limba ucraineană – 4 persoane; limba armeană – 3 persoane și 11 locuitor vorbeau o alte limbă față de cele enumerate.
Prin decretul regal din 20 septembrie 1932 a fost aprobată prima stemă a orașului Comrat, cu următoarea descriere: „Pe scut de argint un armăsar roșu, galopând spre dreapta. Scutul timbrat cu o coroană murală de argint cu trei turnuri. Este în legătură cu numele orașului”. Semnificația: amintește renumitele herghelii de cai existente, în trecut, aici.
La recensământul din anul 1941 au fost înregistrați 11.913 de locuitori și 2636 clădiri.

### Perioada sovietică
După cel de al doilea război mondial, orășelul crește vertiginos. Se dezvoltă industria alimentară. Funcționează 10 organizații de construcție, se construiește rezervorul de apă de pe râul Ialpug cu o suprafață de 170 ha.
În 1989 este aprobată stema sovietică: Scut francez, tăiat, încărcat sus cu un cal negru, liber; spre dreapta cu capul conturnat având la picioare simbolul „vântură-lume”, iar in câmpul inferior inscripția în limba rusă în două rânduri “200 de ani” încadrată din trei părți într-o cunună de spice, porumb, poamă, mere, pere, prune; deasupra scutului s-a scris denumirea orașului cu litere chirilice.
În prezent, orașul Comrat este centrul administrativ al Unității Teritoriale Autonome Găgăuzia, care aparține Republicii Moldova, organizată în 1994.

## Demografie
| An        | 1877  | 1989   | 1991   | 1996   | 2004   | 2006   | 2008   | 2010   | 2012   | 2014   | 2016   |
| Populație | 4.935 | 25.800 | 27.500 | 27.400 | 23.429 | 22.369 | 25.000 | 25.000 | 25.600 | 26.000 | 26.300 |

### Structura etnică
Structura lingvistică a populației în 1930
     Găgăuză (68,9%)
     Română (11,7%)
     Bulgară (9,7%)
     Rusă (5,6%)
     Idiș (1,8%)
     Alte limbi (2,3%)
Structura etnică a orașului, conform recensământului populației din 2004:
| Grup etnic                                               | Populație | % Procentaj |
| -------------------------------------------------------- | --------- | ----------- |
| Găgăuzi                                                  | 16.993    | 72,85%      |
| Băștinași declarați Moldoveni Băștinași declarați Români | 2.067 13  | 8,86% 0,06% |
| Ruși                                                     | 1.711     | 7,33%       |
| Ucraineni                                                | 1.121     | 4,8%        |
| Bulgari                                                  | 1.065     | 4,57%       |
| Romi                                                     | 108       | 0,46%       |
| Alții                                                    | 249       | 1,07%       |
| Total                                                    | 23.327    | 100%        |

### Structura lingvistică
Structura lingvistică a populației în 2014
     Rusă (81,7%)
     Găgăuză (13,3%)
     Română (1,5%)
     Alte limbi (3,5%)
Structura lingvistică a orașului, conform recensământului populației din 2014:
| Limba vorbită de obicei | Numărul de vorbitori | %      |
| ----------------------- | -------------------- | ------ |
| găgăuză                 | 2.680                | 13,32% |
| română                  | 302                  | 1,5%   |
| rusă                    | 16.439               | 81,73% |
| ucraineană              | 7                    | 0,03%  |
| bulgară                 | 25                   | 0,12%  |
| rromani                 | 18                   | 0,08%  |
| Altă limbă              | 33                   | 0,16%  |
| Bilingvi                | 609                  | 3,02%  |
| Numărul total           | 20.113               | 100%   |

## Administrație și politică
Componența Consiliului local Comrat (27 de consilieri), ales la 5 noiembrie 2023, este următoarea:
|  | Partid                                        | Consilieri | Componență | Componență |
|  | --------------------------------------------- | ---------- | ---------- | ---------- |
|  | Candidat independent TATIANA DUDOGLO          | 1          |            |            |
|  | Partidul Dezvoltării și Consolidării Moldovei | 2          |            |            |
|  | Candidat independent GHEORGHI VLAH            | 1          |            |            |
|  | Partidul „Renaștere”                          | 2          |            |            |
|  | Partidul Socialiștilor din Republica Moldova  | 1          |            |            |
|  | Candidat independent NICOLAI DIMITROGLO       | 1          |            |            |
|  | Candidat independent STEPAN MIHAILOV          | 1          |            |            |
|  | Candidat independent ILIA MARDARI             | 1          |            |            |
|  | Candidat independent GHEORGHI VARBAN          | 1          |            |            |
|  | Candidat independent TAMARA VLAH              | 1          |            |            |
|  | Candidat independent VITALI CÎSSA             | 1          |            |            |
|  | Candidat independent VLADIMIR BESSARAB        | 1          |            |            |
|  | Candidat independent ANDREI BOLGAR            | 1          |            |            |
|  | Candidat independent IURI ȘUȘULCOV            | 1          |            |            |
|  | Candidat independent GHEORGHI MITIOGLO        | 1          |            |            |
|  | Partidul Comuniștilor din Republica Moldova   | 1          |            |            |
|  | Candidat independent VLADIMIR CARA            | 1          |            |            |
|  | Candidat independent MIHAIL CARA              | 1          |            |            |
|  | Partidul Progresului Național                 | 1          |            |            |
|  | Candidat independent MAXIM BOLGAR             | 1          |            |            |
|  | Candidat independent GRIGORI ZLATOV           | 1          |            |            |
|  | Candidat independent OLEG POMETCO             | 1          |            |            |
|  | Candidat independent VALERI SACARA            | 1          |            |            |
|  | Candidat independent VLADIMIR CEBAN           | 1          |            |            |
|  | Candidat independent SERGHEI GHERASIMOV       | 1          |            |            |

### Subdiviziuni administrative
Oficial, orașul Comrat nu este divizat din punct de vedere administrativ. Dar, în procesul extinderii geografice și a particularităților istorice teritoriul urbei este împărțit în câteva cartiere (microraioane):
| Denumirea                 | Suprafață | Suprafață |
| ------------------------- | --------- | --------- |
| Denumirea                 | km2       | %         |
| Centru                    | 1,58      | 14,8      |
| Tucaneasca                | 2,55      | 23,9      |
| DSU+Geofizica             | 2,23      | 20,9      |
| Spitalului                | 2,12      | 19,9      |
| Transialpugia (Zaiapugia) | 2,13      | 20,4      |

## Economie
Principalii agenți economici din teritoriu activează în domeniul prelucrării produselor agricole. Comrat este considerat un centru agricol de producere și prelucrare a cărnii de vită și de porc. „ComratVin” S.A. are o capacitate de producție de 17,6 mii tone de struguri. În întreprindere sunt instalate 8 linii de prelucrare a strugurilor, cu o capacitate de 20 tone pe oră. Întreprinderea produce 18 mărci de vinuri de calitate superioară, care corespund standardelor internaționale: „Caberne-Savinion”, „Roșu de Comrat”,„Comratscoe”, vin de desert ordinar roșu „Cagor” etc. Producția întreprinderii este exportată în: Rusia, Ucraina, Lituania, Germania, Polonia, etc.
Întreprinderea individuală „Novac” a fost înființată în anul 1999. Cifra de afaceri a întreprinderii în anul 2002 a constituit circa 6 mil. lei. La întreprindere sunt angajați peste 200 muncitori. Activitatea ei de bază este producerea și prelucrarea produselor agricole. Sistemul de comerț este format din 150 magazine și 2 piețe orășenești. În oraș funcționează 3 hoteluri.

## Social
Sistemul de învățământ din localitate este format din 6 instituții preșcolare, 5 școli medii de cultură generală, 3 licee, 4 instituții medii profesionale, inclusiv colegiul pedagogic și o instituție superioară – Universitatea de Stat din Comrat. Sistemul de ocrotire a sănătății este format din: Spitalul central cu 385 paturi, centrul medicilor de familie și centrul de medicină preventivă.
În oraș activează primul ansamblu profesionist găgăuz, „Diuz-Ava”, care de aproape 20 de ani dezvoltă și promovează tradiția și cultura găgăuză atât în țară, cât și peste hotarele ei.

## Locuri în Comrat
- Catedrala "Sf. Ioan Botezătorul", construită în 1820
- Muzeul de studiere a ținutului
- Galeria de artă
- Aleea gloriei poporului găgăuz
- Statuia lui Lenin

## Personalități

### Născuți în Comrat
- Petăr Draganov (1857–1928), bibliograf, filolog, etnograf, istoric și macedonist țarist de origine bulgară
- Andrei Galațan (1875–1943), revoluționar rus, inginer sovietic
- Reuven Sheri (1903–1989), politician israelian, deputat israelian
- Valentin Mednec (1910–2008), arhitect sovietic și moldovean
- Alexandru Bârlădeanu (1911–1997), politician comunist român, fost președinte al Senatului României
- Ion Caragancev (d. 1939), legionar român de origine găgăuză
- Sorana Gurian (1913–1956), prozatoare, traducătoare și publicistă română și franceză
- Boris Tukan (1923–2012), dialectolog, lexicograf, traducător și turcolog moldovean și israelian
- Stepan Topal (1938–2018), lider al mișcării naționale găgăuze
- Dmitrii Constantinov (n. 1952), afacerist și politician moldovean
- Danil Miroșenski (n. 1953), antrenor de caiac-canoe, poet și cântăreț sovietic, moldovean și israelian
- Olga Domușciu (1959–2007), actriță și cântăreață sovietică și rusă
- Ana Harlamenco (n. 1960), președinte al Adunării Populare a U.T.A. Găgăuzia (2008–2012)
- Nicolai Dudoglo (n. 1966), politician și deputat moldovean
- Alexandr Stoianoglo (n. 1967), jurist și politician, Procuror-General al Republicii Moldova
- Petru Vlah (n. 1970), jurist și politician, deputat moldovean
- Igor Cobileanski (n. 1974), scenarist și regizor de teatru și film moldovean
- Irina Vlah (n. 1974), politiciană și juristă, actualul Guvernator al U.T.A. Găgăuzia (din 2015)
- Alexandr Romanov (n. 1990), luptător sportiv moldovean

## Orașe înfrățite
- Bavlî (Tatarstan), Groznîi și raionul Sokolniki din Moscova, din Rusia;
- Bolgrad, din Ucraina;
- Sectorul VII (Erzsébetváros) al Budapestei, din Ungaria.
- Isparta, Istanbul, Hendek, Kucukkuyu și Sapanca, din Turcia;
- Tatlısu, din Cipru (de facto, Ciprul de Nord).

## Galerie

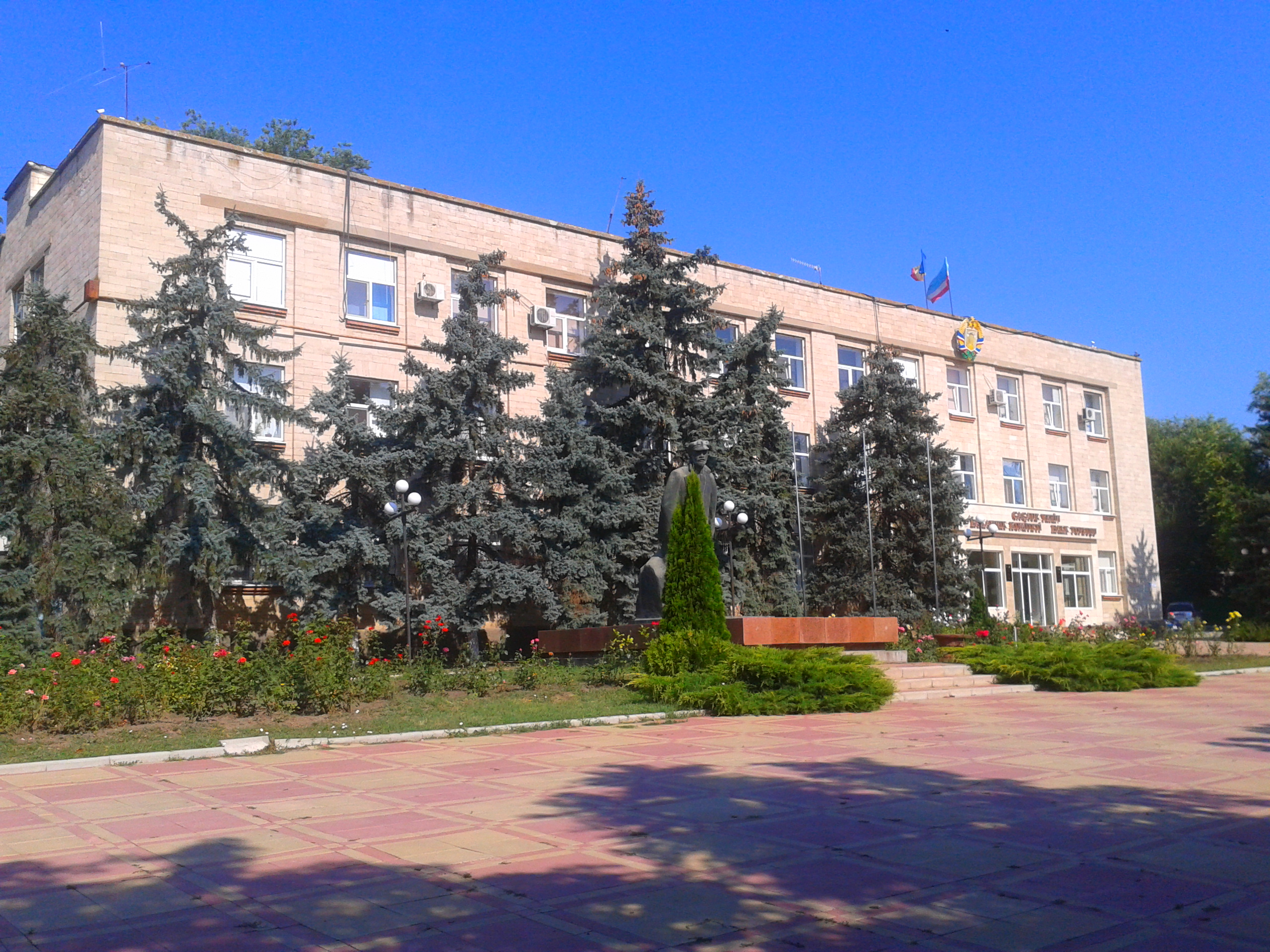
Comitetul executiv al Găgăuziei
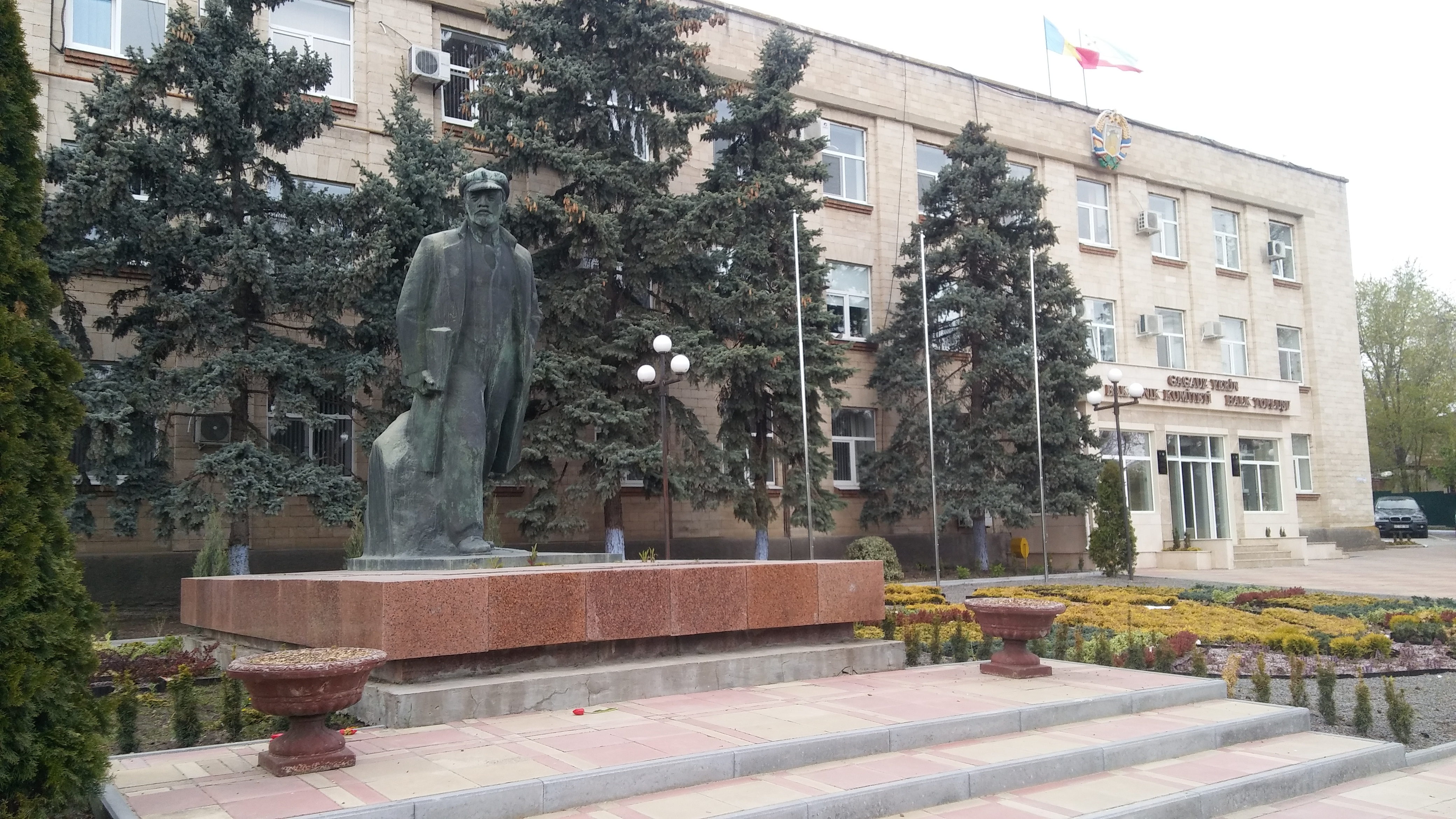
Statuia lui Lenin în fața Comitetului, una dintre puținele rămase din Republica Moldova
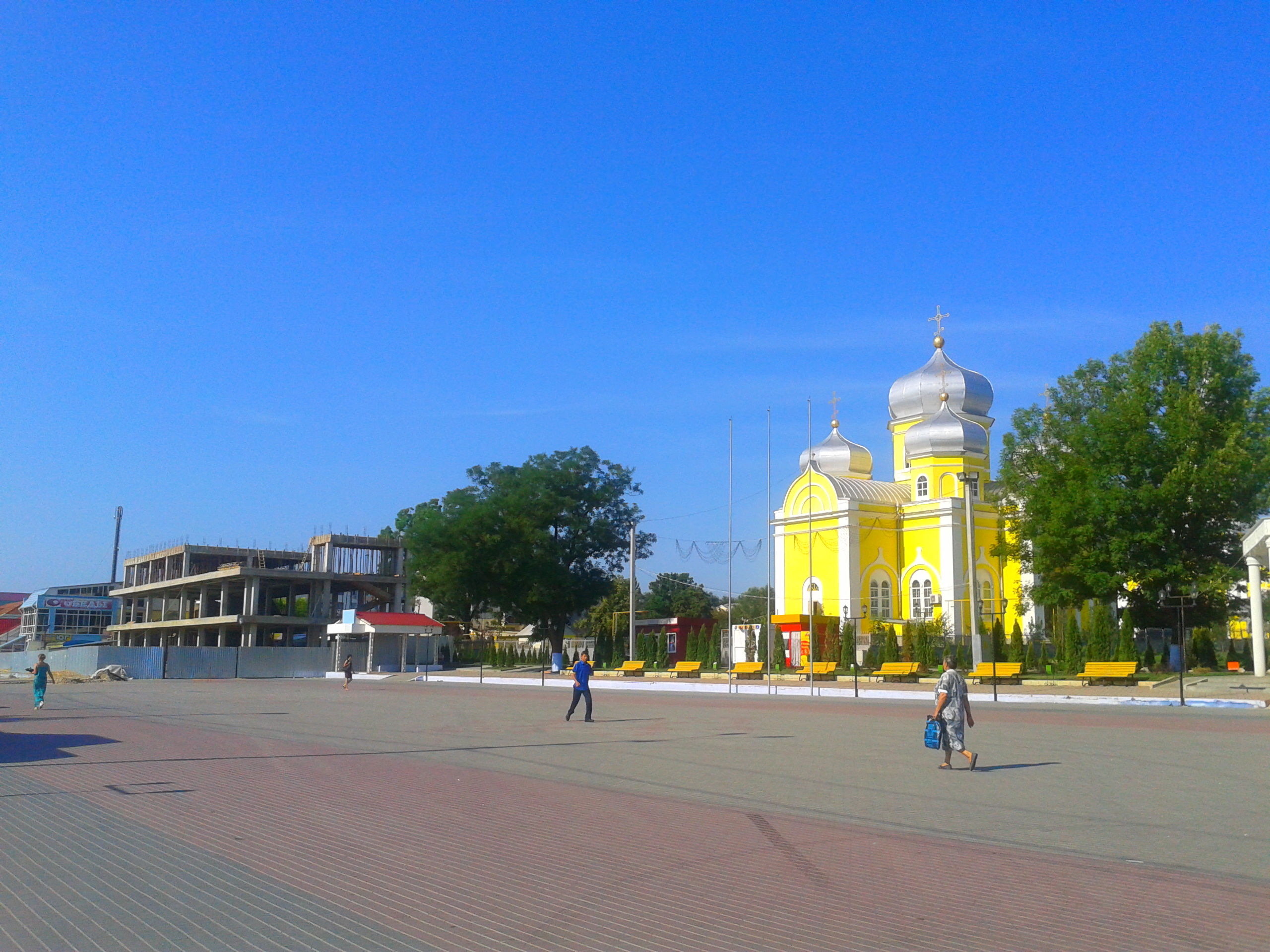
Piața centrală
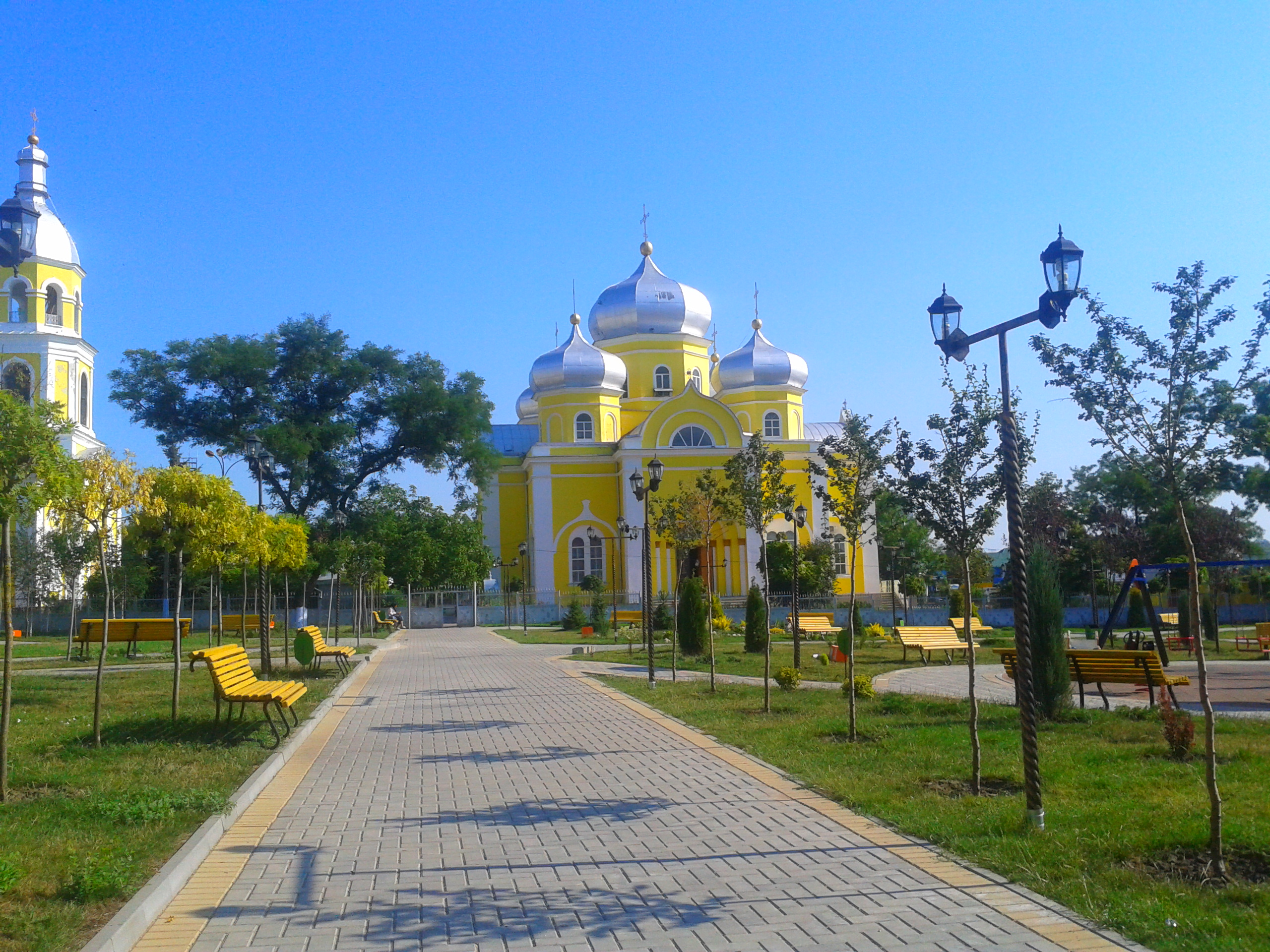
Parcul central
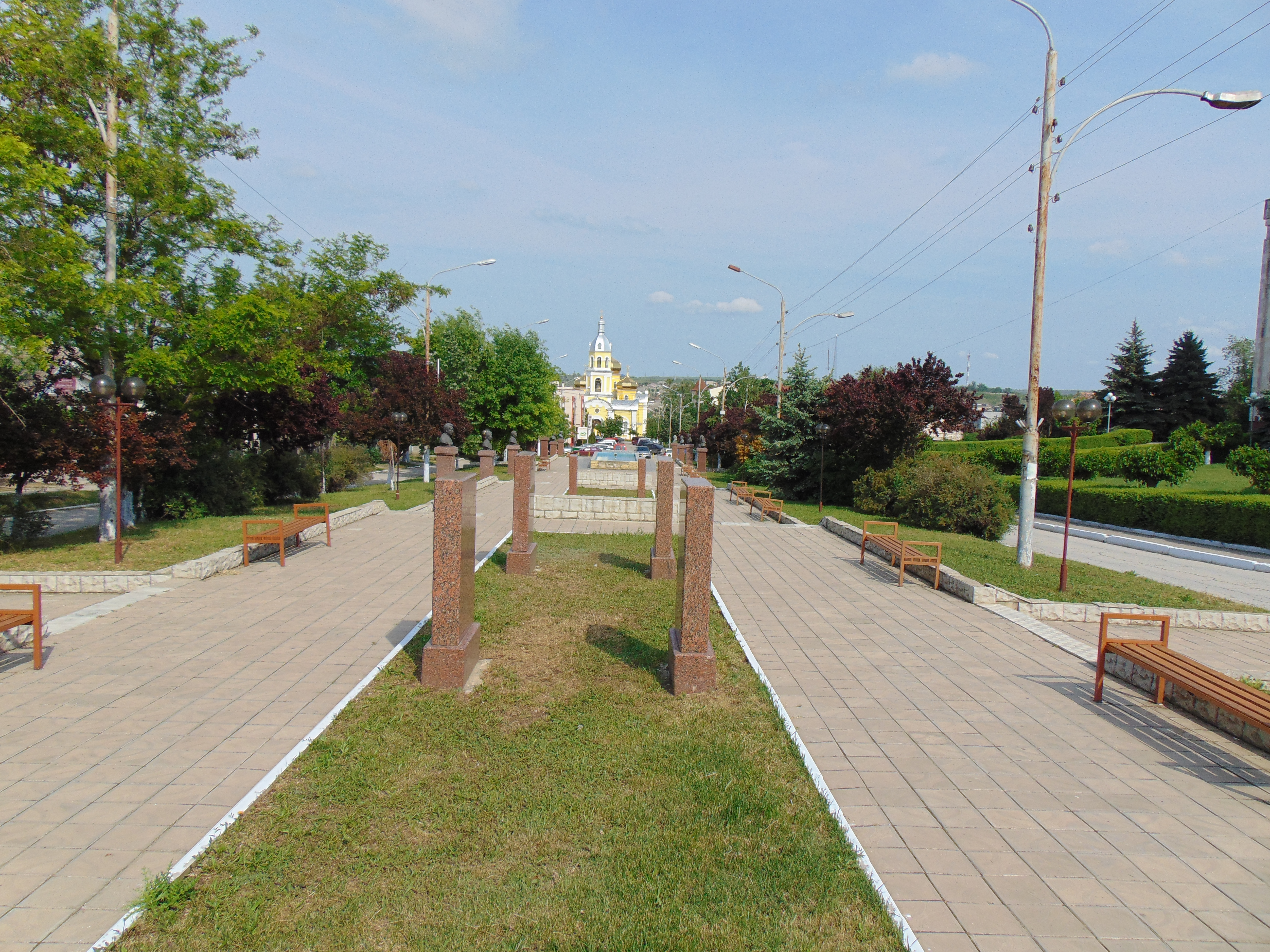
Alee
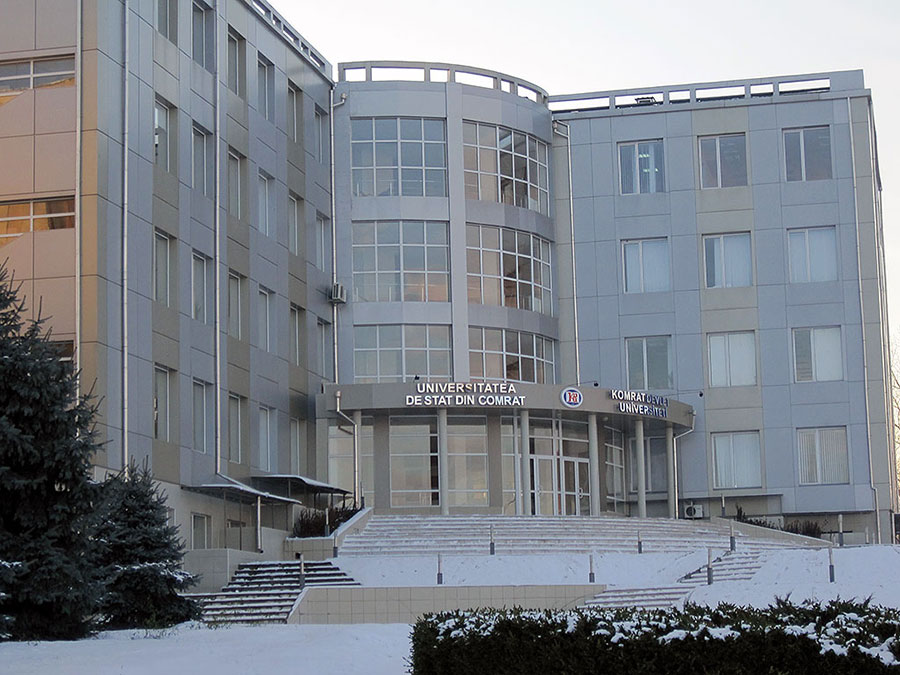
Blocul central al Universității de Stat din Comrat
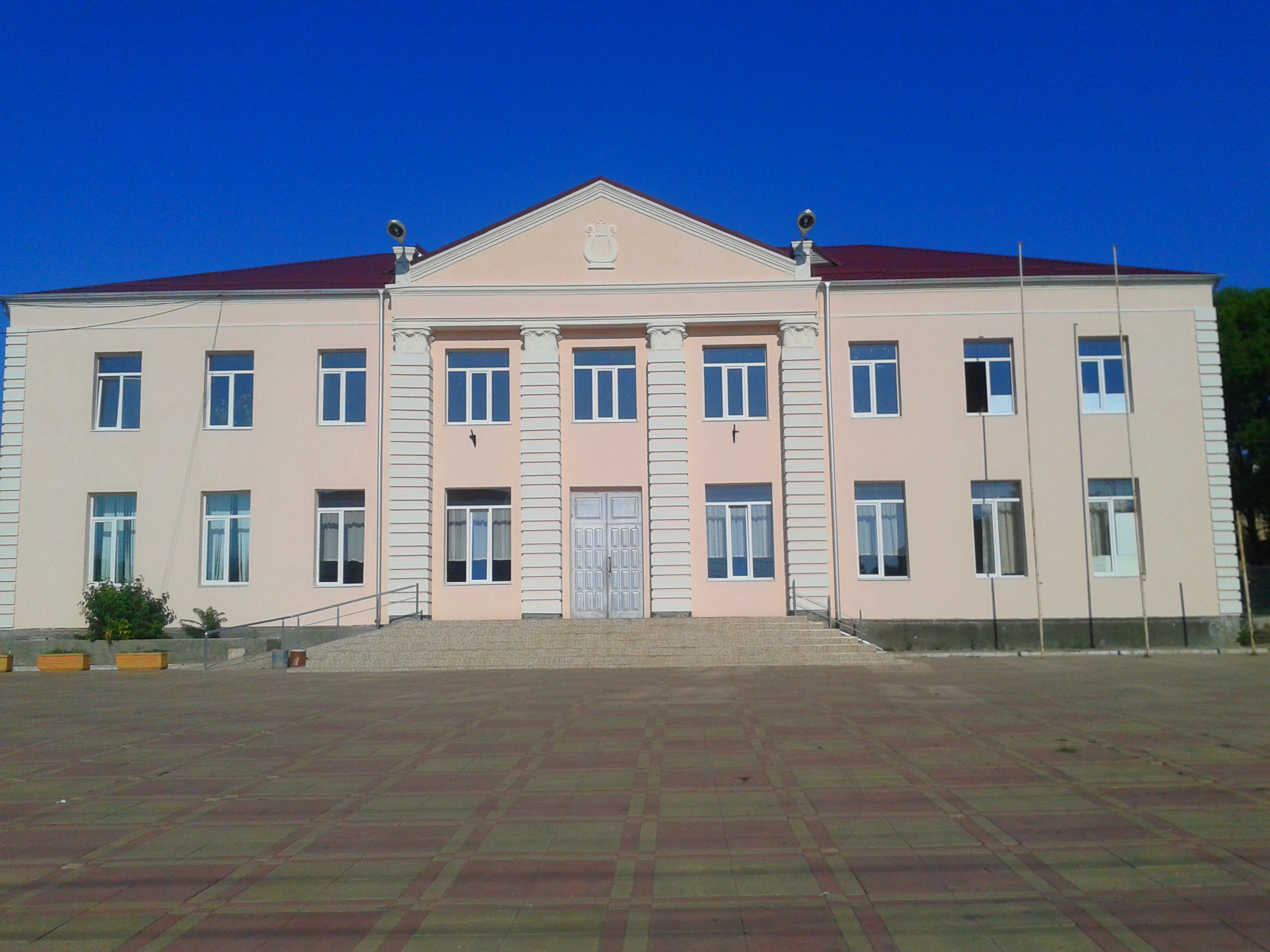
Casa de cultură
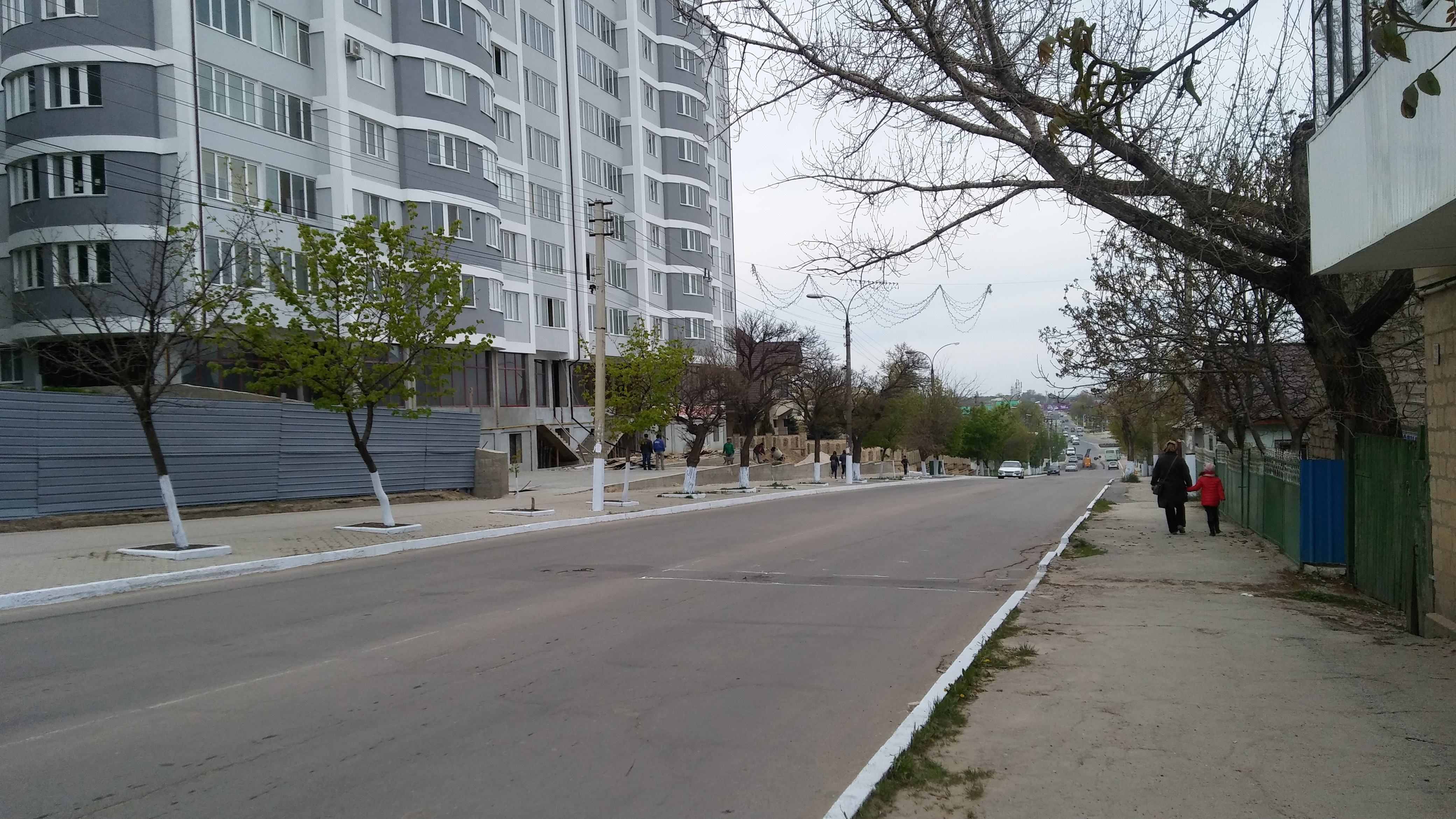
O stradă din oraș
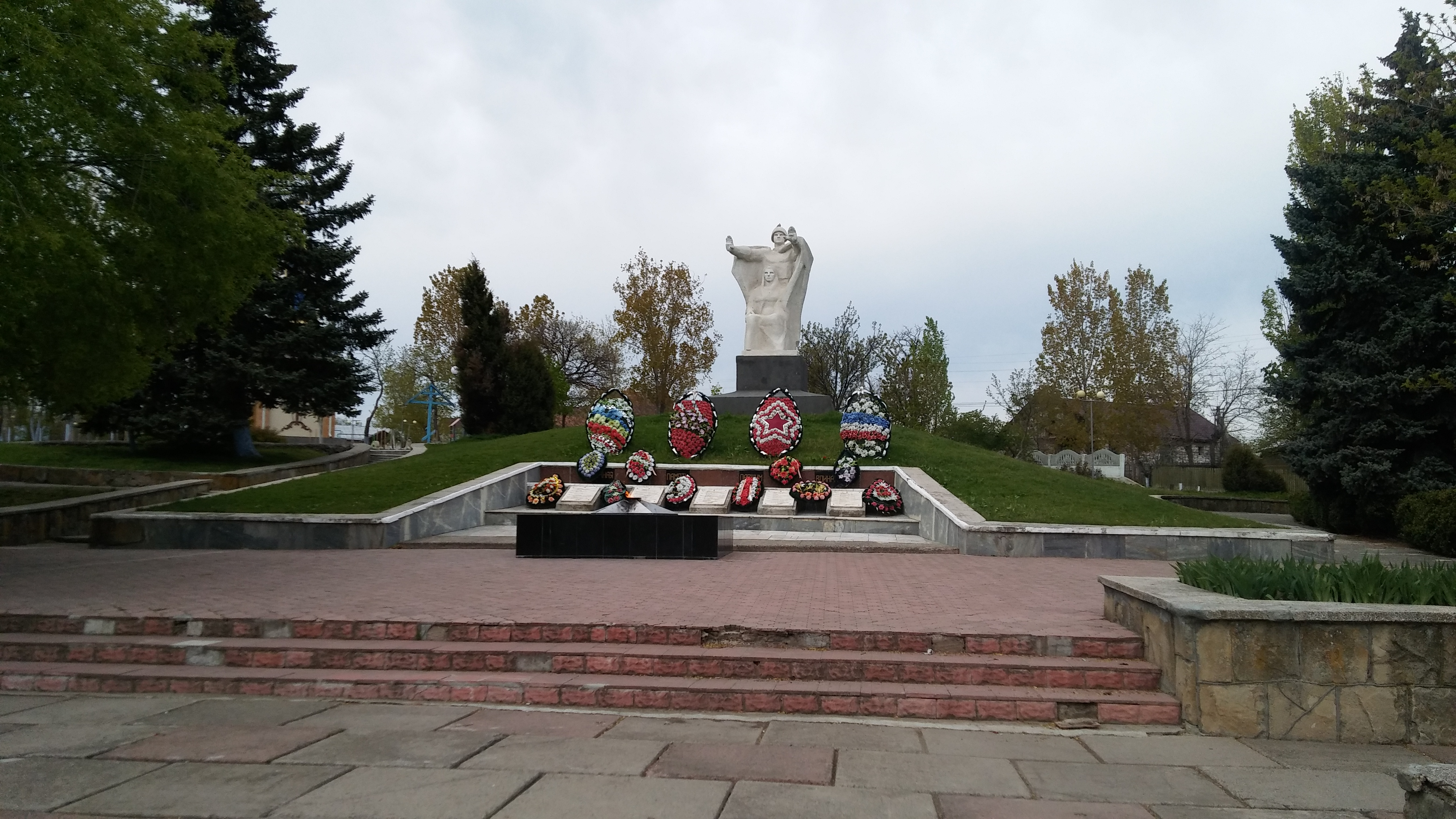
Monumentul victimelor celui de-Al Doilea Război Mondial